# Haig Avenue
El Haig Avenue se encuentra en Southport, Merseyside, Inglaterra, Reino Unido. Es el campo en el que juega, desde 1905, como local el Southport Football Club de la Conference National, la quinta liga de fútbol más importante del país.
Tiene una capacidad de 7.000 espectadores, de los cuales están sentados 1.660.
- Datos: Q619177